# Рокпорт (Тексас)
Рокпорт (енгл. Rockport) град је у америчкој савезној држави Тексас. Налази се у округу Аранзас, чије је седиште. По попису становништва из 2010. у њему је живело 8.766 становника.

## Демографија
Према попису становништва из 2010. у граду је живело 8.766 становника, што је 1.381 (18,7%) становника више него 2000. године.
| Група             | 2000.         | 2010.         |
| Белци             | 5.467 (74,0%) | 6.489 (74,0%) |
| Афроамериканци    | 97 (1,3%)     | 128 (1,5%)    |
| Азијати           | 269 (3,6%)    | 213 (2,4%)    |
| Хиспаноамериканци | 1.440 (19,5%) | 1.826 (20,8%) |
| Укупно            | 7.385         | 8.766         |